# Лимит на легионеров в футболе
Лимит на легионеров — ограничение количества иностранных футболистов, которых футбольный клуб может одновременно выпустить на поле, заявить на матч или на турнир. Как правило, лимит устанавливается на национальном уровне. По оценке ФИФА, на конец 2019 года в 75 % стран лимит существовал в том или ином виде. В 2008 году ФИФА попыталась ввести «Правило 6+5», ограничив количество иностранцев на поле пятью, но после противодействия Европейского союза, на территории которого находились самые состоятельные клубы мира, правило не было воплощено в жизнь. Также существуют альтернативы прямому лимиту на легионеров, во многих чемпионатах установлено минимальное количество «доморощенных» футболистов (или игроков определённого возраста), которых необходимо заявить (выпускать на поле).

## АФК
С 2009 года на Лигу чемпионов АФК можно заявить 4 иностранцев, 1 из которых должен быть из другой страны АФК, нежели клуб. Этому же «правилу 3+1» придерживаются многие чемпионаты стран, входящих в ассоциацию.

### Австралия
В А-лиге разрешено заявить на турнир 5 легионеров. Новозеландцы для австралийских клубов и австралийцы для «Веллингтон Феникс» считаются иностранцами.

### Бахрейн
На чемпионат Бахрейна могут быть заявлены 6 легионеров, ни один из которых не может быть вратарём.

### Вьетнам
На чемпионат Вьетнама могут быть заявлены 4 легионера, 1 из которых должен быть натурализованным вьетнамцем.

### Индия
До 2017 года в Ай-лигу можно было заявлять 4 легионера, в том числе не менее 1 азиата. Затем заявочный лимит ослабили до 6 иностранцев, из которых 2 должны были представлять страны АФК. 5 легионеров могли одновременно выходить на поле. В 2018 году оговорка о 2 футболистах АФК была из правил убрана. В 2020 году лига вернулась к «правилу 3+1».
В первые сезоны Индийской суперлиги можно было заявить 11 легионеров, 6 из которых имели право одновременно выйти на поле. В 2017 году лимит был ужесточён до 8 иностранцев в заявке и 5 на поле, через год заявить стало можно 7 легионеров. В 2021 количество одновременно находящихся на поле иностранцев было ограничено четырьмя.

### Иордания
На чемпионат Иордании могут быть заявлены 3 легионера, ни один из которых не может быть вратарём.

### Ирак
На чемпионат Ирака могут быть заявлены 3 легионера.

### Иран
На чемпионат Ирана могут быть заявлены 4 легионера, 1 из которых должен быть из другой страны АФК.

### Катар
На чемпионат Катара могут быть заявлены 5 легионеров, 1 из которых должен быть из арабской страны, а ещё 1 — из другой страны АФК.

### Китай
До 2017 года на матч чемпионата Китая можно было заявить 5 легионеров, 1 из которых должен быть из другой страны АФК. При этом на поле могло одновременно находиться не более 4 иностранцев, включая азиата. В 2017 году лимит ужесточили, сократив по одному месту для легионеров в заявке на матч и на поле. В 2020 году это изменение отменили, но через год лимит снова ужесточили, из 5 иностранцев в заявке на поле одновременно могут выйти 3.

### Кыргызстан
На чемпионат Кыргызстана могут быть заявлены 4 легионера, 1 из которых должен быть из другой страны АФК.

### Ливан
На чемпионат Ливана могут быть заявлены 5 легионеров, 1 из которых должен быть из Палестины, а ещё 1 из другой страны АФК.

### ОАЭ
На чемпионат ОАЭ могут быть заявлены 4 легионера.

### Оман
На чемпионат Омана могут быть заявлены 4 легионера, 1 из которых должен быть из другой страны АФК.

### Палестина
Легионерам запрещено участвовать в чемпионатах Западного берега и Сектора Газа, но израильские арабы не считаются легионерами.

### Саудовская Аравия
На чемпионат Саудовской Аравии могут быть заявлены 8 легионеров, 1 из которых должен быть саудовского происхождения. 7 легионеров могут выйти в стартовом составе.

### Узбекистан
На чемпионат Узбекистана могут быть заявлены 5 легионеров, 1 из которых должен быть из другой страны АФК.

### Южная Корея
На чемпионат Южной Кореи могут быть заявлены 5 легионеров, 1 из которых должен быть из страны АСЕАН, а ещё 1 из другой страны АФК.

### Япония
В Джей-лиге на матч могут быть заявлены 5 иностранцев, однако игроки из стран-партнёров лиги (Таиланд, Вьетнам, Мьянма, Малайзия, Камбоджа, Сингапур, Индонезия и Катар) не подпадают под этот лимит.

## КОНКАКАФ

### Мексика
В 2016 году из-за быстрой процедуры натурализации футболистов в Мексике, количество рождённых за границей футболистов было ограничено десятью в заявке на матч чемпионата из 18 игроков. Затем лимит был ужесточён до 9 легионеров в заявке на матч и 12 — на чемпионат. С 2020 года было решено дальше уменьшать количество рождённых вне Мексики игроков, сперва до 11 в заявке и 9 на матч, с 2021 года до 10 в заявке и 8 на матч, с 2022 года до 9 в заявке и 7 на матч.

### МЛС
В МЛС базовый лимит на легионеров равен 8 на клуб, однако клубы в процессе обменов могут торговать местами для легионеров. Из-за этого у конкретного клуба лимит на иностранцев может быть гораздо больше или меньше, фиксированным остаётся только общий лимит лиги на легионеров: умноженное на 8 количество клубов лиги. При этом канадские футболисты считаются легионерами в американских клубах МЛС, а американские футболисты в канадских — нет
.

## КОНМЕБОЛ

### Аргентина
В чемпионате Аргентины на матч не могут быть заявлены больше четырёх иностранцев.

### Бразилия
С 2006 года в высшем дивизионе чемпионат Бразилии можно было заявить на матч не более 3 иностранцев. В 2014 году лимит смягчили до 5 легионеров.

## УЕФА
В УЕФА существовало «правило 3+2», ограничивавшее количество иностранных футболистов в клубах ассоциации пятью, двое из которых должны были играть в стране клуба не менее 5 лет или пройти юношескую систему этих клубов. Однако в 1995 году этот лимит был подорван судебным решением по «делу Босмана», поскольку он нарушал трудовые правила Европейского единого рынка и ограничивал права граждан ЕС. После «дела Симутенкова» из-под лимита были выведены футболисты из стран, подписавших с ЕС соглашения, в том числе исключающие дискриминацию на трудовом рынке. К таким соглашениям относится и Соглашение Котону, заключённое с 78 странами АКТ. По оценке ФИФА на конец 2019 года, лимит существовал в том или ином виде в 59 % европейских чемпионатов. В 2006 году УЕФА ввёл правило доморощенных футболистов для проводимых союзом турниров, полностью развёрнутое в 2008 году. По нему, в заявке клуба из 25 игроков 8 должны в возрасте между 15 и 21 годом находиться в клубной системе той же ассоциации, к которой принадлежит клуб. Из этих 8 игроков 4 должны в том возрасте пройти систему этого клуба, доморощенные игроки могут быть иностранцами.

### Англия
Английский чемпионат содержит правило о 8 доморощенных игроках в турнирной заявке из 25 человек, причём такие игроки могут пройти систему не только английских, но и валлийских клубов. Ограничения на количество легионеров нет, однако существует разработанная вместе с МВД сложная система выдачи рабочих виз футболистам, до Брексита такие визы не требовались гражданам Европейской экономической зоны или Швейцарии. Для получения визы, претендующий на место в клубе Премьер-лиги или Футбольный лиги легионер должен показать «высочайший уровень», который определяется прежде всего по проценту сыгранных им за последние 2 года матчей за национальную сборную. Легионер должен преодолеть минимальную планку сыгранных матчей, установленную в зависимости от места сборной в рейтинге ФИФА: от 30 % для игрока сборной первой десятки рейтинга до 75 % для игрока сборной на 31-м — 50-м местах; игроки сборных местом ниже 50-го не могут автоматически получить визу. Если футболист не преодолел указанную планку, его будущее решает совет Exceptions Panel на основе баллов, присваиваемых футболисту в зависимости от его зарплаты, трансферной стоимости, выступления в предыдущем клубе и сборной.

### Германия
В чемпионате Германии в 1992 году лимит на легионеров был увеличен с 2 до 3 иностранцев. Лимит был отменён в 2006 году, одновременно было установлено аналогичное правилу УЕФА минимальное количество доморощенных футболистов в заявке на чемпионат — четверо. Как и в правилах УЕФА, с 2008 года в заявке должно быть 8 доморощенных игроков, из них 4 должны пройти систему клуба. Также в заявке клуба должно быть не менее 12 немецких футболистов.

### Нидерланды
Ограничение на иностранцев в чемпионате Нидерландов в принципе отсутствует, но зарплата легионера должна превышать среднюю зарплату в чемпионате не менее чем в полтора раза, что фактически отсекает посредственных иностранных футболистов.

### Россия
До 1996 года количество иностранных футболистов в высшем дивизионе чемпионата России было ограничено тремя. С чемпионата 1997 года из-за желания клубов подписывать больше иностранцев лимит был отменён. В 2005 года после неудач сборной был введён лимит, ограничивавший число иностранцев на поле пятью, а в заявке на матч — восемью футболистами. Однако лимит не распространялся на игроков, заключивших контракт до 2001 года или сыгравших не менее 10 матчей за сборную. Эта оговорка позволила московскому «Динамо» выпустить в стартовом составе 11 иностранцев. В следующем сезоне лазейка была убрана, при этом количество разрешённых иностранцев на поле было увеличено до семи. В 2009 году лимит ужесточили до шести иностранцев на поле, и вскоре его нарушил «Зенит», в одном из матчей выпустивший на замену седьмого легионера. Оказалось, что наказание за нарушение лимита в правилах не прописано, и клуб получил штраф в 500 тысяч рублей за общее нарушение регламента. В 2012 году седьмой иностранец на поле стал разрешён, но через 3 года снова отменён. В 2019 году правило было кардинально изменено, вместо количества иностранцев на поле учитывались иностранцы в заявке на чемпионат, где их число стало ограничено восемью. Формат лимита и само его существование годами является предметом дебатов среди футбольной общественности. Сторонники лимита считают, что он поможет в подготовке кадров для российской сборной, противники отрицают его эффективность, и называют последствиями лимита увеличение затрат на российских футболистов, снижение конкуренции между ними и потерю ими мотивации. В 2020 году количество разрешённых иностранцев в ФНЛ было уменьшено с 5 до 4 в заявке, 3 из которых могут одновременно находиться на поле. Как в ФНЛ, так и в РПЛ граждане ЕАЭС не считаются легионерами.

### Украина
В 2004 году в чемпионате Украины был введён лимит, ограничивающий количество одновременно находящихся на поле иностранных футболистов восемью. В 2007 году лимит был ужесточён на семи легионеров на поле. В 2012 году ФФУ вводило реформу по доморощенным игрокам в заявке, в результате которой в 2015 году лимит на легионеров собирались отменить. Однако ограничение в 7 легионеров на поле действует до сих пор. В ПФЛ количество иностранных футболистов ограничено тремя одновременно находящимися на поле легионерами.

### Турция
В 2009 году в турецком чемпионате, где отмечалось засилье легионеров, был введён лимит на 8 иностранцев в заявке на матч и 6 — одновременно выходящих на поле. Затем лимит ужесточили до 7 легионеров в заявке на матч и 5 — на поле. Также клубы должны были платить деньги за заявку на чемпионат каждого из легионеров, причем каждый следующий легионер обходился дороже предыдущего: например, 40 тысяч лир за первого иностранца в заявке и 100 тысяч — за четвёртого. Лимит привёл к повышению зарплат турецких футболистов и к приезду большого числа этнических турок с двойным гражданством из немецких клубов низших лиг. В 2015 году лимит ослабили фактически до формального, изменив ограничение на легионеров до 14 в заявке на турнир. Ослабление лимита не улучшило результаты сборной или клубов, и в 2020 году началось поэтапное усиление лимита. В сезоне 2020/21 при тех же 14 легионерах в заявке на турнир, одновременно на поле могли находится не более 8. Через год ограничение достигло 12 иностранцев в заявке и 7 — на поле. В сезоне 2022/23 можно будет заявить на чемпионат 10 легионеров, 6 из которых смогут выйти на поле в одно время.